# Tratado de Darin
O Tratado de Darin, também conhecido como Pacto de Darin foi um tratado de 1915 entre o Reino Unido e Abdalazize Al Saud (também conhecido como ibn Saud) emir do Négede e Hasa, que iria fundar o reino da Arábia Saudita em 1932.[carece de fontes?]
O tratado foi assinado em Darin, na ilha de Tarut, em 26 de dezembro de 1915, por Abdalazize e Sir Percy Cox, em nome do governo britânico.
O tratado tornou as terras da Casa de Saud um protetorado britânico e tentou definir seus limites. Abdalazize concordou em não atacar o protetorado britânico, mas não se comprometeu a não atacar o Xarifado de Meca. Ele também concordou em entrar na guerra contra o Império Otomano (o Teatro de operações do Oriente Médio na Primeira Guerra Mundial) como um aliado do Reino Unido.
O tratado foi o primeiro a dar reconhecimento internacional ao incipiente estado saudita. Além disso, o objetivo britânico era assegurar o seu protetorado no Golfo Pérsico, mas o tratado teve a consequência não intencional de legitimar o controle saudita nas áreas adjacentes. O tratado foi substituído pelo Tratado de Jeddah de 1927.